# 長屋順耳
長屋 順耳（ながや じゅんじ、1874年（明治7年）2月3日 - 1951年（昭和26年）8月19日）は、東京外国語学校校長。女子学習院長。宮中顧問官。

## 経歴
岐阜県出身。1897年（明治30年）に東京帝国大学文科大学英文科を卒業し、大学院に進学した。1898年（明治31年）に第四高等学校教授となり、1904年（明治37年）から広島高等師範学校教授、1917年（大正6年）から文部省督学官を務めた。1919年（大正8年）、東京外国語学校校長となり、1932年（昭和7年）に女子学習院長に転じた。1940年（昭和15年）に退官して、宮中顧問官となった。

## 栄典
位階
- 1919年（大正8年）9月10日 - 従四位[5]
- 1924年（大正13年）11月15日 - 正四位[6]

勲章
- 1940年（昭和15年）9月11日 - 勲一等瑞宝章[7]
- 1940年（昭和15年）8月15日 - 紀元二千六百年祝典記念章[8]

## 関連文献
- 宮本卓 「長屋順耳」（下中邦彦編 『日本人名大事典 現代』 平凡社、1979年7月）